# Kypello Ellados 1948-1949
La Coppa di Grecia 1948-1949 è stata la 7ª edizione del torneo. La competizione è terminata ll 3 luglio 1949. L'AEK Atene ha vinto il trofeo per la terza volta, battendo in finale il Panathīnaïkos.

## Ottavi di finale
| Squadra 1        | Risultato   | Squadra 2       |
| ---------------- | ----------- | --------------- |
| Fostiras         | 2 – 0 (dts) | Atromītos       |
| Olympiacos       | 3 – 1       | Panelefsiniakos |
| Panathīnaïkos    | 2 – 0       | Ethnikos Pireo  |
| Ergotelīs        | 1 – 9       | AEK Atene       |
| Panachaïkī       | 1 – 2       | Apollōn Smyrnīs |
| Olympiakos Volos | 1 – 2       | PAOK            |
| Iraklis Kavala   | 2 – 1       | Makedonikos     |
| Īraklīs          | 1 – 1       | Arīs Salonicco  |

Rigiocata
| Squadra 1      | Risultato | Squadra 2 |
| -------------- | --------- | --------- |
| Arīs Salonicco | 0 – 2     | Īraklīs   |

## Quarti di finale
| Squadra 1      | Risultato   | Squadra 2       |
| -------------- | ----------- | --------------- |
| PAOK           | 2 – 1       | Īraklīs         |
| Panathīnaïkos  | 4 – 1       | Apollōn Smyrnīs |
| Iraklis Kavala | 1 – 4       | AEK Atene       |
| Olympiacos     | 3 – 3 (dts) | Fostiras        |

Rigiocata
| Squadra 1 | Risultato | Squadra 2  |
| --------- | --------- | ---------- |
| Fostiras  | 1 – 4     | Olympiacos |

## Semifinali
| Squadra 1 | Risultato | Squadra 2     |
| --------- | --------- | ------------- |
| AEK Atene | 2 – 1     | Olympiacos    |
| PAOK      | 0 – 1     | Panathīnaïkos |

## Finale

### Prima finale
| Atene 19 giugno 1949, ore 20:30 EEST Finale | AEK Atene | 0 – 0 (d.t.s.) | Panathīnaïkos | Stadio Apostolos Nikolaidis\| Arbitro: \| Ioannidis \| |
| Arbitro:                                    | Ioannidis |                |               |                                                        |

### Finale ripetuta
| Arbitro: | Giannis Daskalakis |

|                          |           |              |
| Patakas 10’ Patakas 105’ | Marcatori | 69’ Fylaktos |